# 根源岩
根源岩（こんげんがん）あるいは源岩（げんがん、英: source rock）とは、石油やガスを生成した、あるいは生成する能力のある岩石である。根源岩は英語でソースロックと呼ばれ、根源岩が石油を生成した場所をキッチン・エリアと呼ぶ。有機物を熱で調理したという意味合いである。

## 概要
石油やガスは、生物由来の有機物が、地下深くで地球内部の熱により、化学変化してできたものと考えられている。それらの生物は、海中や湖にいたプランクトンや藻であり、長い地質時間を経過して堆積岩の中で変化し、石油やガスの成分である炭化水素になった。この堆積岩が根源岩で、泥岩や頁岩、あるいは石灰岩や石炭層などが根源岩になり得る。オイルシェールは、油分を多く含む頁岩のことで、石油が根源岩から移動できないでいるものと解釈される。
石油の生成、移動、集積を一体的に解明し、油田の場所を推定する学問は石油地質学と呼ばれる。なお、石油とガスは、一連の石油システムと呼ばれる過程の中で、成因が説明される。すなわち、有機物が石油に変化し、さらに熱を受けることによりガスが生成する。ガスが主にたまった所がガス田である。さらに熱を受ければ、炭化水素も分解される。従って、受ける熱が多ければ、短い地質時間で石油が生成し、熱が少なくても、長い時間をかければ生成するとも言える。

## タイプ
生物が石油へ変化する前に、ケロジェンと呼ぶ有機物の集合体を経由すると考えられている。
根源岩は3つのタイプに分類される。
- タイプI - 湖の藻を生物起源とする。
- タイプII - 海のプランクトンを生物起源とする。
- タイプIII - 石炭植物を生物起源とする。